# Yasmin Belo-Osagie
Yasmin Belo-Osagie là một doanh nhân và đồng sáng lập của tổ chức She Leads Africa, mà cô đồng sáng lập với Afua Osei. Cô là con gái của tỷ phú Nigeria Hakeem Belo-Osagie và luật sư Myma Belo-Osagie.

## Đầu đời và giáo dục
Yasmin sinh ra ở Boston, Massachusetts nhưng lớn lên ở Nigeria. Cô sống ở Anh trước khi tham gia học tại Đại học Princeton. Tại đây cô tốt nghiệp kiêm chuyên ngành Lịch sử (chuyên ngành) và Tài chính (ngành phụ) vào năm 2011. Cô theo học tại Le Cordon Bleu (một học viện giáo dục khách sạn), tại Paris và London.
Cô học tại Trường Luật Harvard và tại Đại học Stanford lấy bằng JD/MBA (Thạc sĩ quản trị kinh doanh).

## Nghề nghiệp
Sau khi tốt nghiệp Đại học Princeton, Yasmin làm việc với McKinsey & Company. Cô là nhà phân tích kinh doanh cho đến năm 2013. Khi ở McKinsey & Company, cô gặp gỡ với Afua Osei, người mà cô đồng sáng lập tổ chức She Leads Africa. Cô cũng có một thời gian ngắn làm việc tại Mandarin Oriental ở Hồng Kông sau khi học ngành ẩm thực ở Le Cordon Bleu.

## Đời tư
Cha mẹ cô là Hakeem Belo-Osagie và Myma Belo-Osagie.

## Giải thưởng và công nhận
Năm 2017, Yasmin Belo-Osagie được vinh danh là nhà sáng tạo Thạch Anh vùng Châu Phi (Quartz Africa Innovators). Cô cũng được vinh danh trong mục tôn giáo và nhân đạo của danh mục những người gốc Phi có ảnh hưởng nhất năm 2017. Cô được Forbes vinh danh là một trong 20 phụ nữ quyền lực trẻ nhất châu Phi năm 2014.
Vào tháng 12 năm 2016, tổ chức She Leads Africa đã được mời rung chuông tại Sở giao dịch chứng khoán New York  với tư cách là nhà khởi nghiệp đầu tiên ở châu Phi. Yasmin Belo-Osagie cùng với Nelson Mandela, Kofi Annan và Nkosazana Zuma rung chuông kết thúc phiên giao dịch tại sàn NYSE.